# دورة زنك-أكسيد الزنك

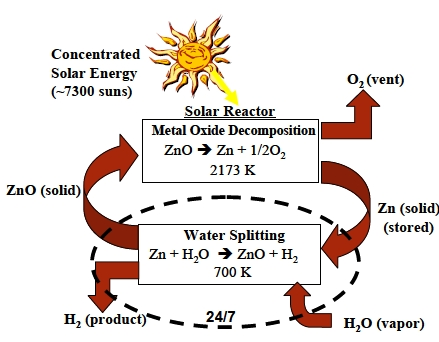
دورة زنك-أكسيد الزنك

دورة زنك-أكسيد الزنك Zn–ZnO عبارة عن دورة كيميائية حرارية مؤلفة من مرحلتين ومعتمدة على تفاعل أكسدة-اختزال لعنصر الزنك وأكسيده من أجل إنتاج الهيدروجين.

## وصف العملية
تجري عملية انشطار الماء وفق مرحلتين وفق تفاعلات الأكسدة-اختزال التالية:
- تفكك: ZnO → Zn + 1/2 O2
- حلمهة: Zn + H2O → ZnO + H2

يجري وفق الخطوة الأولى الماصة للحرارة عملية تفكك حراري لأكسيد الزنك باستخدام مصدر حراري من الطاقة الشمسية المركزة لدرجات حرارة تصل إلى 1900°س وذلك إلى الزنك والأكسجين. في الخطوة الثانية الناشرة للحرارة يتفاعل الزنك مع الماء بتفاعل حلمهة عند 427°س ليعطي الهيدروجين و أكسيد الزنك.

## اقرأ أيضاً
- دورة نحاس-كلور
- دورة الكبريت الهجينة
- دورة كبريت-يود
- دورة أكسيد الحديد
- دورة أكسيد السيريوم الرباعي-أكسيد السيريوم الثلاثي
- دورة كيميائية

## روابط خارجية
- تشكل الهيدروجين بحلمهة الزنك